# Земне
Земне (словац. Zemné) — село, громада округу Нове Замки, Нітранський край. Кадастрова площа громади — 26.34 км².
Населення 2152 особи (станом на 31 грудня 2019 року).

## Історія
Земне згадується 1113 року.

## Географія
Протікає Комочський канал

## Населення
| Рік:            | 1994. | 2004.   | 2014.   | 2024.   |
| --------------- | ----- | ------- | ------- | ------- |
| Кількість осіб: | 2217  | 2211    | 2225    | 2112    |
| Різниця:        |       | -0,27 % | +0,63 % | -5,07 % |

| Рік:            | 2023. | 2024.   |
| --------------- | ----- | ------- |
| Кількість осіб: | 2116  | 2112    |
| Різниця:        |       | -0,18 % |